# Axinidris kinoin
Axinidris kinoin é uma espécie de inseto do gênero Axinidris, pertencente à família Formicidae.